# Debat
Un debat és un diàleg entre dues o més persones que intenten exposar el seu punt de vista sobre un tema comú i convèncer l'altre de la veracitat o bondat de la pròpia opinió. Té un caràcter més formal que la simple conversa i a vegades pot comptar amb la presència d'un moderador que cedeix el torn de paraula i fixa les normes per a l'intercanvi de parers.
Els debats són freqüents en educació com a mètode per fer reflexionar els assistents. Igualment són propis de l'àmbit universitari, en forma de col·loquis o taules rodones sobre una qüestió rellevant i on el públic pot intervenir fent preguntes als que estan debatent. Els contertulis de programes periodístics o els candidats polítics també apareixen als mitjans de comunicació fent debats.
Molts dels debats que es creen avuí en dia es poden trobar a la xarxa d'internet. Tenint en compte el moment en què es produeix la comunicació, en trobem dues formes: els asincrònics i els sincrònics. Un exemple de debat sincrònic és una videoconferència, mentre que exemples d'asincrònic són els fòrums i els correus electrònics.

## Debats a internet
Els debats a internet són una possibilitat de debat traslladat a la web i amb diferents eines multimèdia. Principalment el recurs més utilitzat per a debatre a la xarxa eren els fòrums, gràcies a l'arribada de la web 2.0, els debats a la xarxa, van començar a funcionar en altres plataformes i eines a la xarxa: Fòrum, Blogs, Wiki, Xarxa social, Correu electrònic.
Moltes d'aquestes plataformes o eines multimèdia no serveixen directament per a realitzar debats a la xarxa, si no que una de les seves propietats serveix per a generar debat i realitzar-lo.